# Vítor Damas
Pour les articles homonymes, voir Damas (homonymie).
Vítor Manuel Afonso Damas Oliveira, plus couramment appelé Vítor Damas, né le 8 octobre 1947 à Lisbonne (Portugal) et décédé le 10 septembre 2003 à Lisbonne (Portugal), était un gardien de but international portugais de football.

## Carrière
- 1966-1976 : Sporting Portugal ( Portugal)
- 1976-1980 : Racing Santander ( Espagne)
- 1980-1982 : Vitória Guimarães ( Portugal)
- 1982-1984 : Portimonense SC ( Portugal)
- 1984-1989 : Sporting Portugal ( Portugal)

## Palmarès

### En club
- Avec Sporting Portugal :
  - Champion du Portugal en 1970 et 1974.
  - Vainqueur de la Coupe du Portugal en 1971, 1973 et 1974.
  - Vainqueur de la Supercoupe du Portugal en 1987.
  - Vainqueur de la Coupe Intertoto en 1967.

## Quelques chiffres
- 29 sélections en équipe du Portugal entre 1969 et 1986.
- 441 matchs en Primeira Divisão.
- 93 matchs en Liga.